# GAPVD1
GAPVD1‏ (GTPase activating protein and VPS9 domains 1) هوَ بروتين يُشَفر بواسطة جين GAPVD1 في الإنسان.